# ASG Vorwärts Demen
Die ASG Vorwärts Demen war eine deutsche Armeesportgemeinschaft aus Demen im heutigen Landkreis Ludwigslust-Parchim, deren Fußballabteilung bis 1989 existierte. Vorwärts Demen wurde finanziell von der Armeesportvereinigung Vorwärts unterstützt, die ASG unterstand der seit 1977 in Demen ansässigen 5. Raketenbrigade der NVA (vor 1977 in Stallberg/Viereck (Vorpommern)).

## Sektion Fußball
Vorwärts Demen trat mit dem 1980 erfolgten Aufstieg erstmals in der drittklassigen Bezirksliga Schwerin in Erscheinung. Die ASG profitierte dabei neben der ASG Vorwärts Hagenow durch die Ligareform, in welcher die Bezirksliga von vierzehn auf sechzehn Mannschaften aufgestockt wurde.
Im Aufstiegsjahr fuhr Vorwärts Demen mit dem Gewinn des Schweriner Bezirkspokals seinen einzigen Titel ein. In der damit verbundenen Teilnahme an der ersten Hauptrunde des FDGB-Pokals konnte sich Demen mit einem überraschenden 1:0-Heimsieg über den DDR-Ligisten Dynamo Schwerin durchsetzen, schied im Anschluss aber nach einer 1:3-Niederlage gegen die ISG Schwerin-Süd aus. Bereits in der Spielzeit 1981/82 stieg die im Fußballbereich eher unbekannte ASG mit lediglich zwölf Saisonpunkten wieder aus der Bezirksliga ab und beendete ihr kurzzeitiges Drittligaintermezzo. Eine Rückkehr in den höherklassigen Fußball gelang Vorwärts Demen nicht mehr.
1989 wurde die Mannschaft vom Spielbetrieb zurückgezogen und aufgelöst.

## Statistik
- Teilnahme FDGB-Pokal: 1980/81